# 萧敏颂
萧敏颂（1914年—1957年），男，湖南湘潭人，中国政治人物，曾任中国民主同盟中央委员会委员、湖南省委员会主任委员，湖南省政协常委、长沙市政协副主席，湖南省人民委员会委员，湖南省教育厅厅长。

## 家庭
妻子曹国智。